# Will McDonald
William Dubois McDonald, detto Will (New Orleans, 5 ottobre 1979), è un ex cestista statunitense con cittadinanza spagnola.

## Palmarès
- Campionato spagnolo: 1

Saski Baskonia: 2007-08
- Supercoppa spagnola: 2

Saski Baskonia: 2007, 2008
- Copa del Rey: 1

Saski Baskonia: 2009